# Georgios Papagiannis
Georgios "George" Papagiannis (grafias alternativas: Georgio, Giorgios, Giorgos) (em grego: Γιώργος Παπαγιάννης; nascido em 3 de julho de 1997) é um jogador grego de basquete profissional que atualmente joga pelo Panathinaikos BC, da liga Euroliga. Com 2,20 metros de altura, atua na posição de pivô.

## NBA

### Sacramento Kings (2016–2018)
Foi selecionado pelo Phoenix Suns com a décima terceira escolha geral do Draft da NBA 2016 e, em seguida, foi negociado com o Sacramento Kings. Tornou-se a melhor escolha de um grego em um draft da NBA, superando o seu compatriota Giannis Antetokounmpo, número 13 em 2013. Estreou como profissional em 5 de novembro, na partida contra o Milwaukee Bucks, na qual marcou dois pontos e pegou um rebote.